# Ghuwayr Abu Shusha
Pour les articles homonymes, voir Abu Shusha (homonymie).
Ghuwayr Abu Shusha (en arabe غُوَيْر أبو شُوشَة, également transliterré Ghuweir en français) était un village arabe palestinien du sous-district de Tibériade, dans le nord de la Palestine mandataire.
Il fait partie des centaines de villages palestiniens dépeuplés lors de la première guerre israélo-arabe, le 21 avril 1948.

## Géographie
Le village est situé à une altitude de 150 mètres au-dessous du niveau de la mer, proche du lac de Tibériade et à 8 km de Tibériade. La superficie des terres du village était de 12 098 dounams, dont 8609 appartenant à des Arabes, 3439 appartenant à des Juifs, les 50 dounams restant étant des terres publiques. Il était construit au sommet d’une petite colline dominant le lac de Tibériade, dont la rive était à 2 km à l’est du village. Plusieurs routes secondaires le desservait, le reliant aux villages voisins et à la grande route Tibériade-Safed. L’eau potable était fournie par plusieurs sources.
Les plantations d’orangers couvraient 200 dounams (20 ha). Un total de 1377 dounams étaient classés en vergers et terres irrigables, 1848 pour la culture de céréales.

## Histoire
En 1838, Edward Robinson trouve dans les vestiges d’habitations construites en pierre volcanique brute, quelques unes qui sont utilisées comme dépôts par les Bédouins de la tribu al-Samakkiya ; ces Bédouins et ceux de la tribu al-Ghawarina cultivaient la plaine en contrebas. Un maqam surmonté d’un dôme blanc signale le lieu. Les habitants entretenaient le maqam de Cheikh Muhammad, un sage local.
En 1850-1851 de Saulcy visite lui aussi le village, qu’il trouve en ruines, et décrit une tour voûtée de plan carré, construite en pierre de taille qu’il date des premiers siècles de notre ère, avec un pan de mur plus récent.
Lors de son passage en 1875, Victor Guérin relève le sanctuaire consacré à Abou-Choutheh.
En 1881, l’enquête du Palestine Exploration Fund (PEF) décrit un hameau peuplé d’environ 20 musulmans, vivant dans des maisons construites en basalte construites autour d’un moulin. Il y avait plusieurs moulins en ruine dans la vallée surplombée par Ghuweir.

### Mandat britannique
Dans les statistiques de Village de 1945, le village a une population de 1 240 musulmans, dont 157 Juifs du kibboutz de Ginosar inclus administrativement dans Ghuweir.
Un moulin à eau en ruines se trouvait proche du village alors nommé Khirbat Abu Shusha.

### Guerre de 1948
La population du village est estimée à 1438 habitants en 1948, au moment de l’expulsion.
Une première attaque par les milices sionistes a lieu dans la nuit du 3 janvier 1948 à 3 heures du matin. Le fils du moukhtar et une femme sont tués, ainsi que trois des assaillants.
Selon Benny Morris, le village est expulsé par un assaut militaire les 21 et 28 avril 1948 au cours de l’opération Matateh (balai en hébreu moderne). Les expulsions de villages arabes proches se multipliant, le moukhtar demanda des armes au commandant des volontaires de l’armée de secours arabe (ALA), mais se heurta à un refus, ce qui provoqua le début du départ des femmes accompagnées des enfants du village, en direction de Rama par les montagnes. Le moukhtar réussit néanmoins à constituer une milice d’une cinquantaine de paysans armés d’hartoush, vieux fusils de chasse. L’assaut sur Ghuweir est le premier recensé par Illan Pappé à raffiner l’expulsion des villages arabes par plusieurs innovations. Le 22 avril, une délégation de juifs est envoyée par les milices sionistes, composée de Juifs des environs qui connaissaient bien les habitants du village. Cette délégation propose une évacuation des hommes du village sans combat, en précisant que le Yichouv avait prévu d’expulser tout les villages arabes de la route de Tibériade à Safed : le moukhtar répond qu’ils défendraient le village, malgré leur ton désolé. Tous les habitants sont évacués, ne restent que 88 hommes pour défendre le village. Après un assaut rapide le 24 avril à l’aube, les sionistes trient les Druzes du village, qui sont autorisés à rester, les autres hommes devant partir au Liban. Un deuxième tri a lieu, qui devait se répéter durant toutes les opérations d’expulsion des villages arabes après celle de Ghuweir : les hommes de dix à trente ans, au nombre de 40, sont séparés des autres habitants. Ceux de Ghuweir sont envoyés dans des camps de prisonnniers pendant 18 mois. Les habitants évacués à al-Rama retournèrent fréquemment au village les mois suivants pour récupérer leurs biens personnels, avant de fuir au Liban à la chute d’al-Rama. La plupart d’entre eux se sont retrouvés au camp d’Ain al-Hilweh.
Dans un premier temps, les terres du village sont louées par l’État d'Israël aux kibboutz de Ginosar et de Migdal, avec des baux d’un an.
Le kibboutz Ginosar, créé en 1937, occupe une partie des terres du village, qu’il partage avec Livnim (en), créé en 1982. Yigal Allon, un des concepteurs du plan d’expulsion des Arabes de Palestine conçu par le Yichouv, vivait au kibboutz Ginosar. 
En 1992, Walid Khalidi décrit le site ainsi : « Le site du village est couvert d’épineux et de végétation sauvage, dont l’espèce d’épineux qui a servi à la confection de la couronne d'épines de Jésus-Christ et de cactus. Le sanctuaire de cheikh Muhammad et les restes d’un moulin sont décelables au milieu de tas de pierres et de quelques oliviers. Les terres basses sont plantées de bananiers et d’agrumes, les collines sont utilisées pour les pâturages par les Israéliens ».
En 1998, le nombre de réfugiés descendant des habitants de Ghuweir expulsés en 1948 est estimé à 8833.

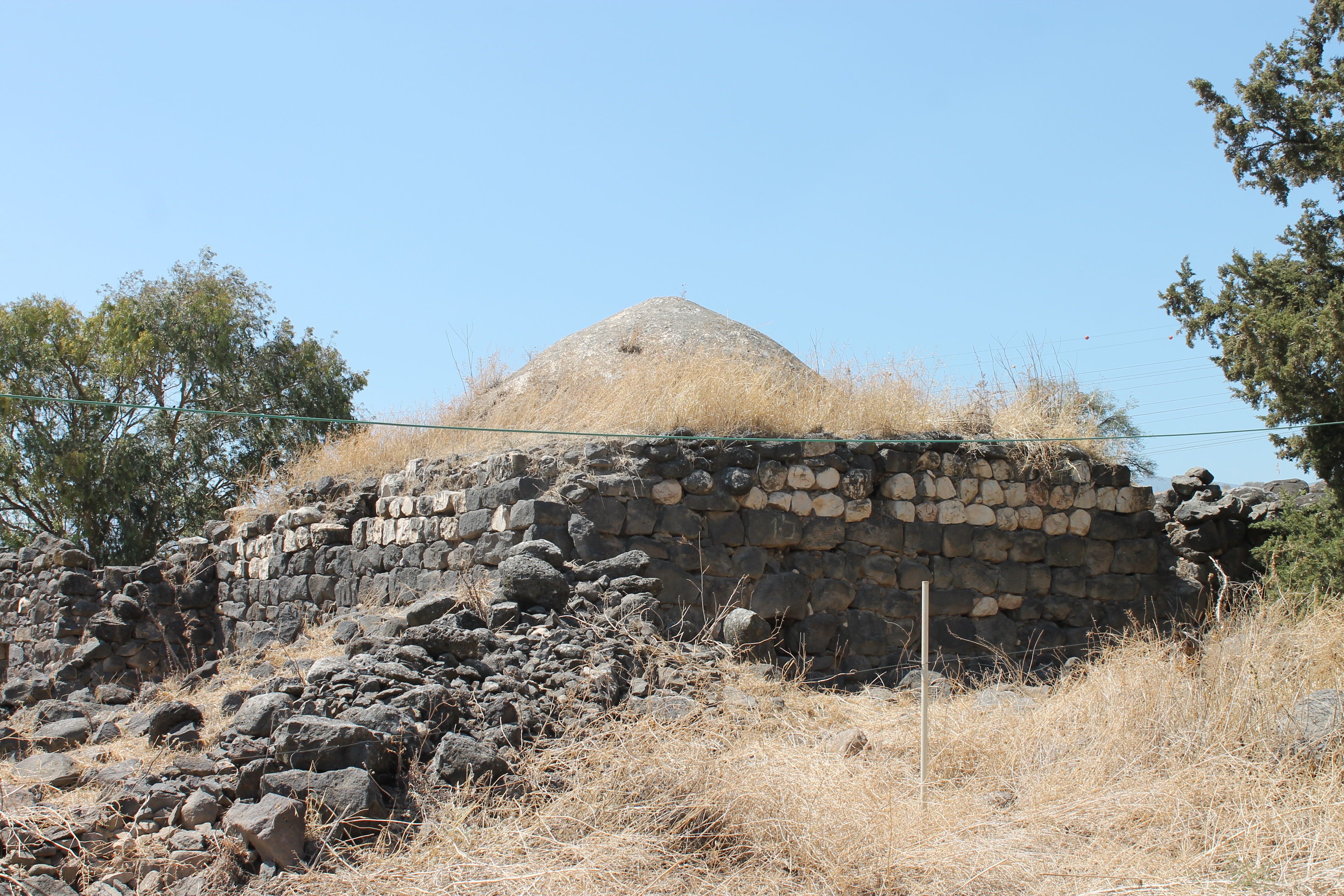
Maqam de cheikh Abou Shusha en 2015.
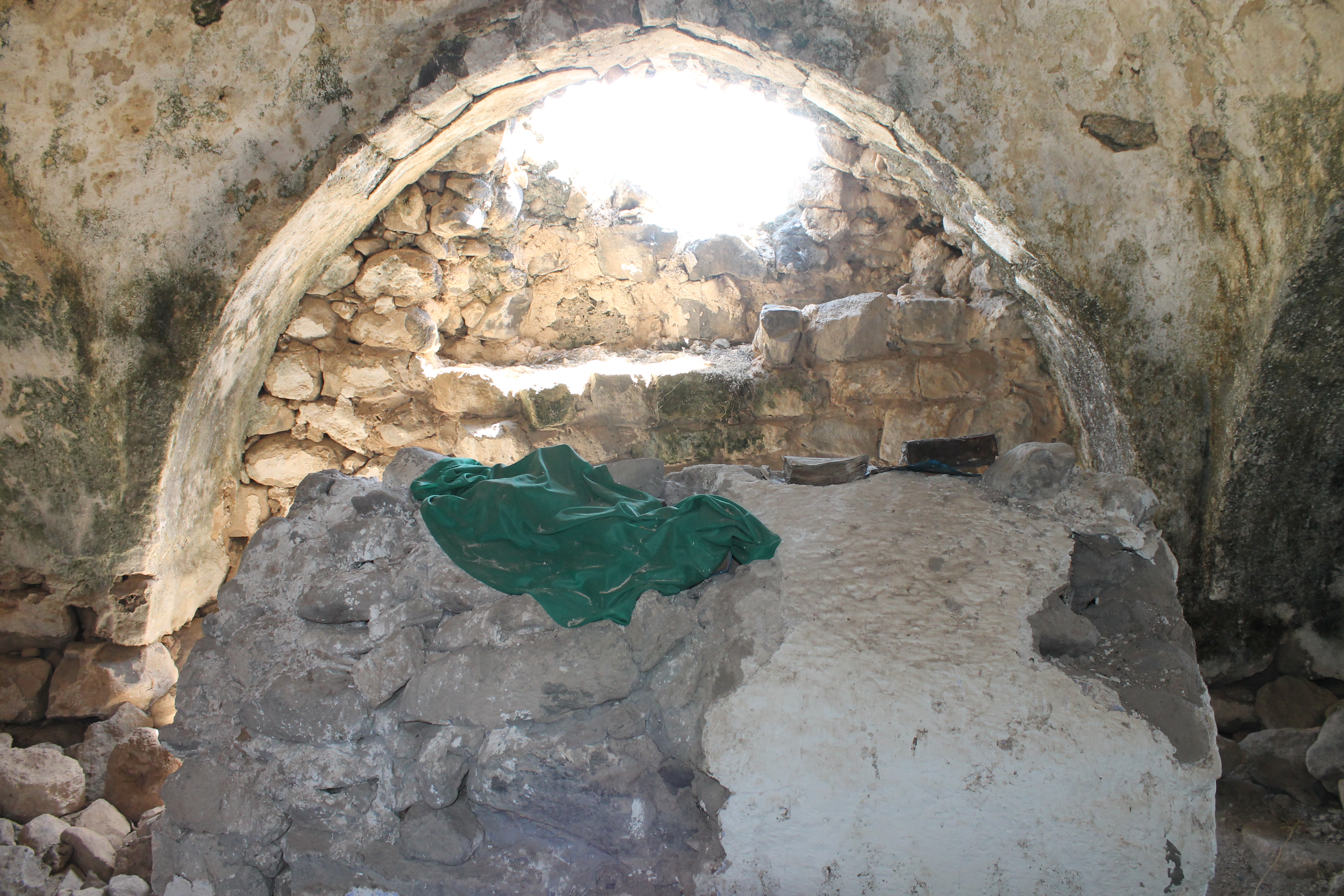
Maqam de cheikh Abou Shusha en 2015.
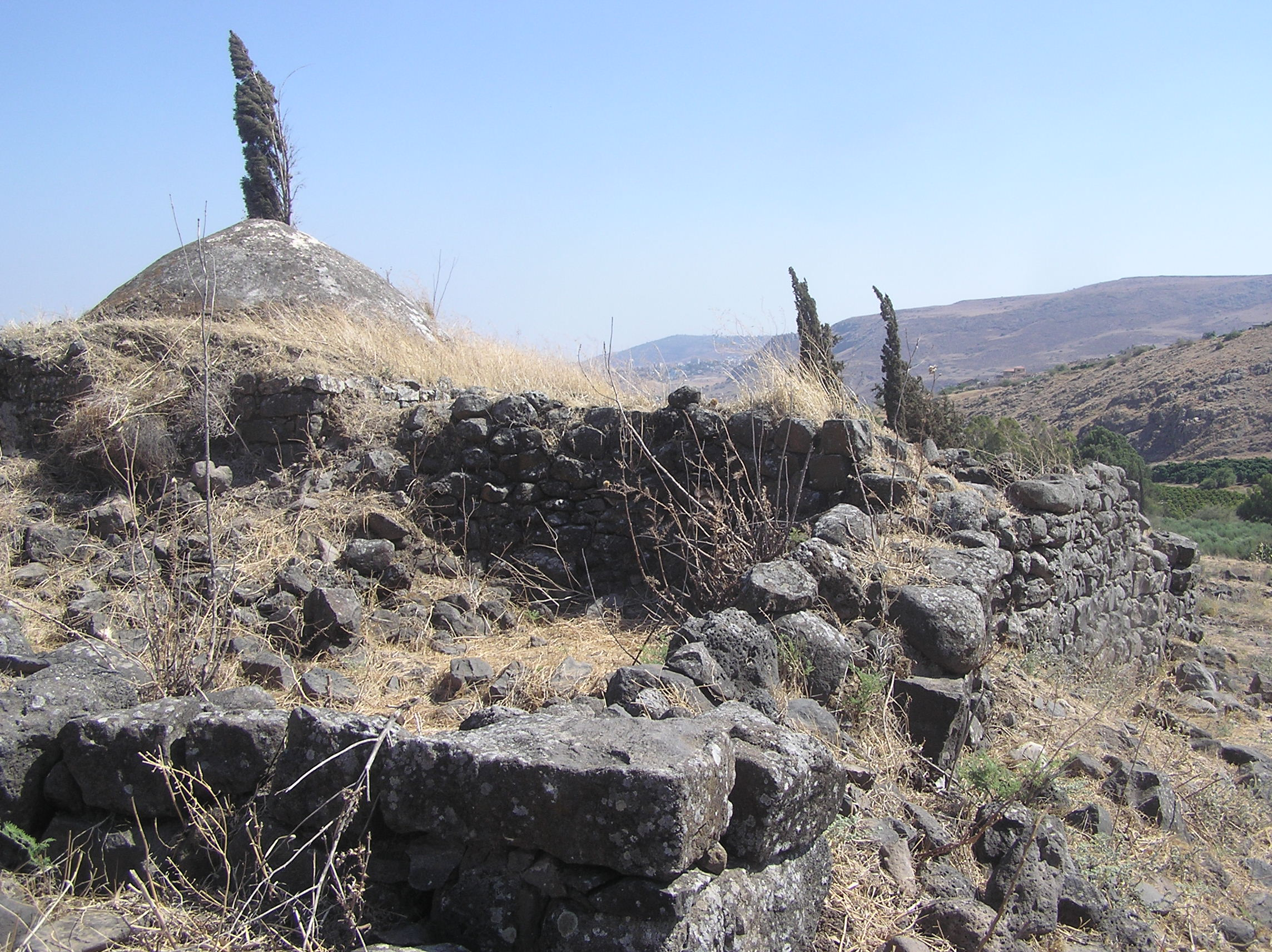
Maqam de cheikh Abou Shusha en 2015.
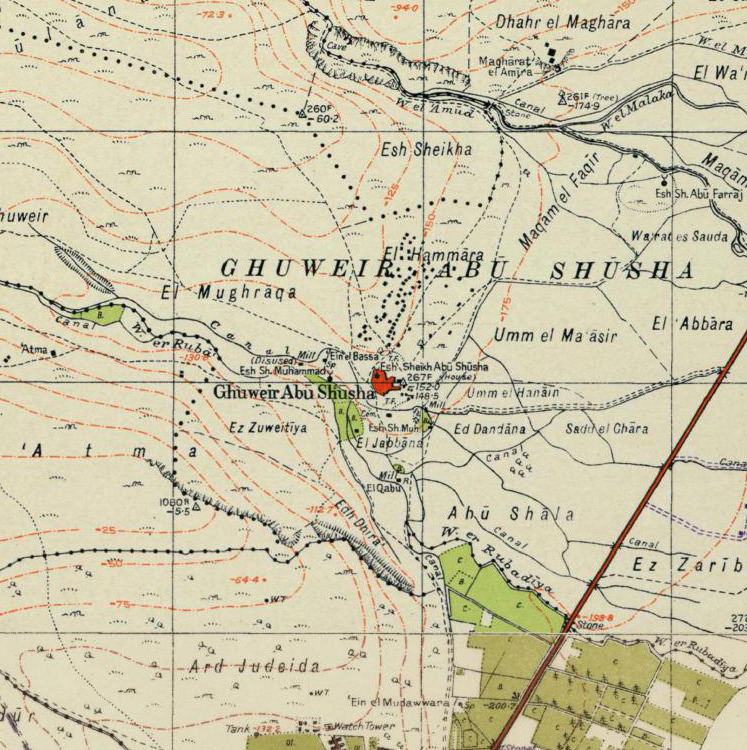
Carte de Ghuweir en 1940.